# Traité d'Easton

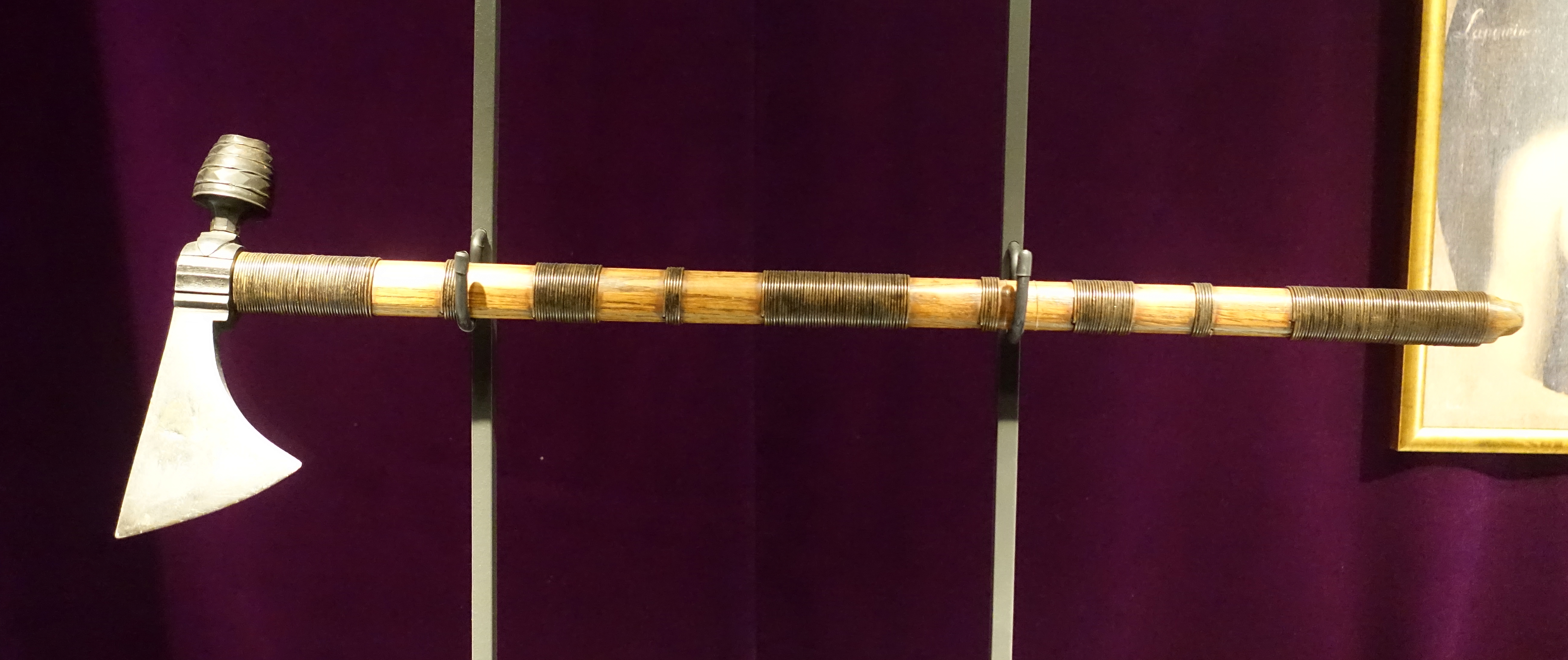
Tomahawk à tuyau appartenant à Carl Magnus Wrangel, Iriquois, qui proviendrait des pourparlers de paix d'Easton.

Le traité d'Easton est un accord conclu en octobre 1758 à Easton en Pennsylvanie entre le gouvernement colonial de Pennsylvanie et des chefs amérindiens de la Confédération iroquoise, lenapes et shawnees.
Signé durant la guerre de la Conquête, le traité stipulait que les tribus de la vallée de l'Ohio ne se battraient plus aux côtés des Français contre les Britanniques, en échange de quoi ces derniers leur garantissaient qu'aucune colonie ne s'établirait au-delà des monts Allegheny.